# Sture Andersson
Carl Sture Mikael Andersson (* 18. November 1949 in Örnsköldsvik) ist ein ehemaliger schwedischer Eishockeyspieler.

## Karriere
Sture Andersson begann seine Karriere als Eishockeyspieler in seiner Heimatstadt bei MoDo AIK, für dessen Profimannschaft er von 1972 bis 1984 aktiv war – zunächst in der Division 1 und ab der Saison 1975/76 in deren Nachfolgeliga Elitserien. In der Saison 1978/79 gewann der Verteidiger mit MoDo AIK den schwedischen Meistertitel. Zu diesem Erfolg trug er mit 15 Scorerpunkten, davon vier Tore, in insgesamt 41 Spielen bei. 

### International
Für Schweden nahm Andersson an der Weltmeisterschaft 1979 sowie den Olympischen Winterspielen 1980 in Lake Placid teil. Bei beiden Turnieren gewann er mit seiner Mannschaft die Bronzemedaille. 

## Erfolge und Auszeichnungen
- 1979 Schwedischer Meister mit MoDo AIK

### International
- 1979 Bronzemedaille bei der Weltmeisterschaft
- 1980 Bronzemedaille bei den Olympischen Winterspielen